# Hakaru Hashimoto
Hakaru Hashimoto (橋本 策, Hashimoto Hakaru, 5 mai 1881 - 9 janvier 1934), est un médecin japonais des ères Meiji et Taishō ayant décrit pour la première fois la thyroïdite de Hashimoto.

## Biographie
Hakaru Hashimoto est né le 5 mai 1881 dans le village de Midai (御代), situé dans la préfecture de Mie.
Il obtint son diplôme de l'école de médecine de l'Université de Kyūshū en 1907, puis étudia sous la direction du professeur Hayari Miyake, le premier neuro-chirurgien japonais. Quelques années après il étudia l'anatomo-pathologie en Allemagne, au contact du professeur Eduard Kaufmann à l'université de Göttingen. Il étudia également en Angleterre.
Forcé de retourner au Japon au début de la première guerre mondiale, il devint médecin de la ville de Igamachi en 1916. Il mourut de la fièvre typhoïde dans sa maison d'Iga le 9 janvier 1934.

## Activité médicale
En 1912, il publia l'article Kōjōsen rinpa-setsu shushō-teki henka ni kansuru kenkyū hōkoku ou Zur Kenntnis der lymphomatösen Veränderung der Schilddrüse (Struma lymphomatosa) dans "Archiv für klinische Chirurgie", Berlin, 1912:97:219-248.
La maladie qu'il y décrit fut ensuite reconnue comme une maladie indépendante sous le nom de thyroïdite de Hashimoto.

## Hommage

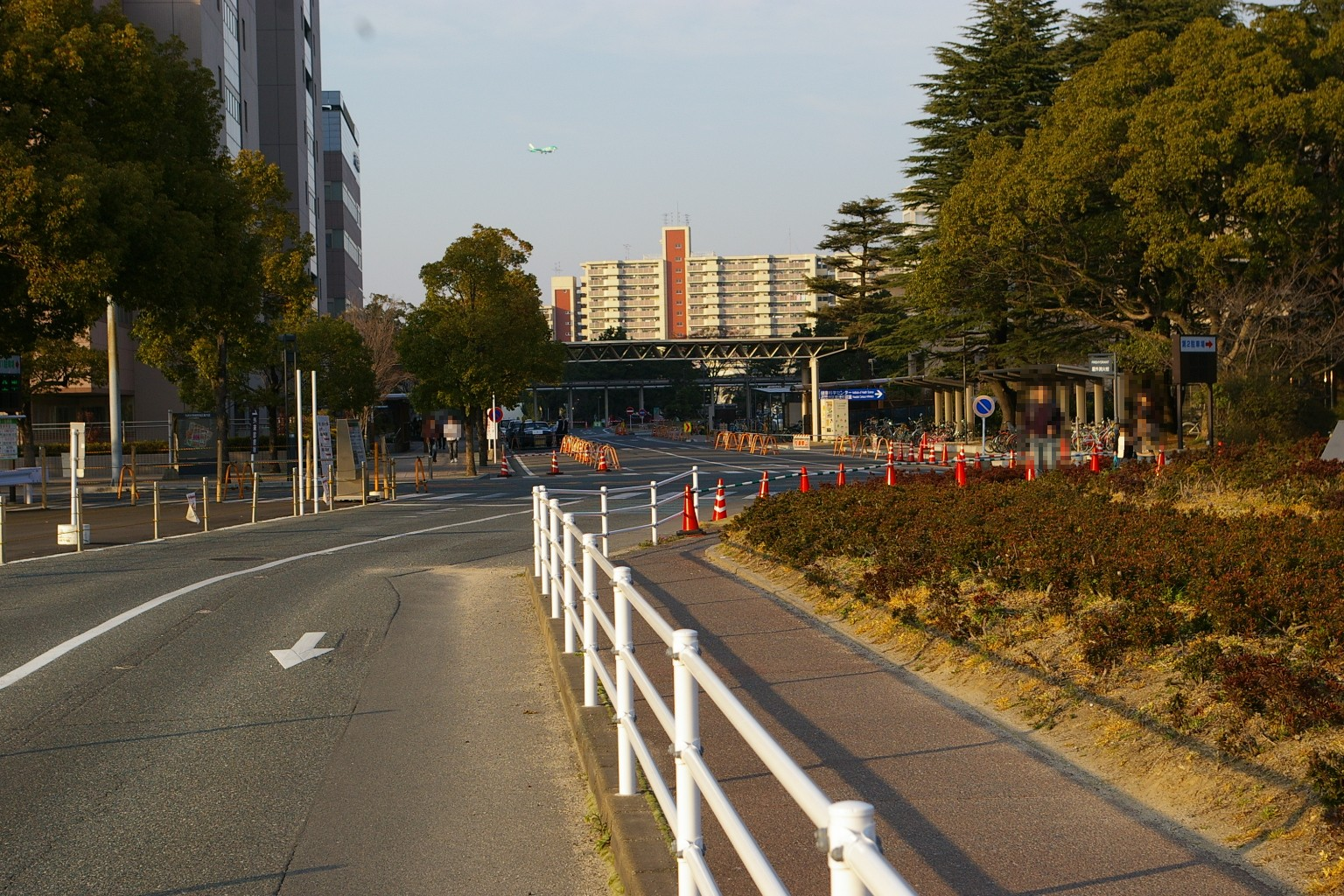
Rue Hashimoto

Pour honorer ses travaux, l'université de Kyūshū a donné son nom à l'une des rues du campus Midashi.